# Beretta 950
La Beretta 950 es una pistola semiautomática diseñada y fabricada por Beretta desde 1952 hasta 2003. Se basa en una larga línea de pistolas de bolsillo pequeñas y compactas fabricadas por Beretta para autodefensa. Se pretendió que fuera una pistola de bolsillo muy simple y fiable.

## Especificaciones
La Beretta 950 es una sencilla pistola accionada por retroceso, con gatillo de acción simple y cañón pivotante. El armazón está hecho con aleación de aluminio, la corredera y el cañón son de acero al carbono.
Los primeros modelos (*950* y *950B* Pre-1968) no tienen una palanca de seguro, empleando un percutor inercial para portarlos amartillados (la muesca de semiamartillado no es para portarlos y puede dispararlos si el martillo se suelta). Los modelos posteriores (*950BS* Post-1968) están provistos de una palanca de seguro externa.

## Mercado previsto
La Beretta 950 Jetfire dispara el cartucho 6,35 x 16 SR (.25 ACP), siendo una pistola para autodefensa y porte oculto destinada a agentes encubiertos, agentes de policía o personas con licencia para llevar un arma de fuego oculta para la autodefensa. La versión Minx dispara el cartucho .22 Corto, no siendo recomendable para este papel debido al desempeño balístico del cartucho.

## Limitaciones
El cartucho 6,35 x 16 SR (.25 ACP) no es muy potente, pero un disparo bien apuntado puede ser letal. El sistema de seguridad es muy básico. La precisión de la pistola es adecuada, aunque la pequeña empuñadura y el corto radio entre miras pueden limitar a algunos tiradores a ser eficaces sólo a corto alcance, aunque esto no es realmente un problema, considerando las limitaciones del cartucho.
Su pequeña empuñadura también la hace propensa a morder (la corredera puede cortar la parte superior de la mano del tirador cuando se dispara). Como la pistola carece de un extractor de casquillos, en su lugar emplea la presión del retroceso para su eyección y los disparos fallidos se quitan manualmente pivotando para arriba el cañón y vaciándolo.